# Колхозник (журнал, 1934—1939)
«Колхозник» — советский литературно-политический и научно-популярный ежемесячный журнал, выходивший в издательстве «Крестьянская газета» в 1934—1939 годах.
Основан по инициативе М. Горького и организационно не имеет ничего общего с одноимённым журналом, выходившим в том же издательстве до 1932 года. Первый номер вышел в октябре 1934, второй в ноябре, и с января 1935 журнал выходит ежемесячно.

## Редакция
- ответственный редактор — С. Б. Урицкий; с № 5 за 1938 год П. А. Павленко.
- литературно-художественный отдел — В. Я. Зазубрин; с 1938 А. П. Шугаев
  - отдел поэзии — В. Ф. Наседкин
  - литературный редактор — Н. И. Замошкин
  - литературный консультант — А. П. Шугаев
- научно-популярный отдел — М. И. Бурский
- художественный редактор — И. Л. Лившиц
- секретарь редакции — Е. З. Крючкова (жена П. П. Крючкова)

## Содержание
В журнале печатались прозаики И. Арамилев, В. Важдаев, В. Гроссман, Матэ Залка, М. Кравков, С. Крушинский, М. Ошаров, Л. Соловьёв, Н. Чертова, Б. Шергин, Г. Шторм, В. Ильенков, С. Малашкин, А. Новиков-Прибой, Ф. Панфёров, С. Сергеев-Ценский, И. Соколов-Микитов, И. Эренбург; поэты С. Васильев, М. Голодный, М. Исаковский, А. Коваленков, А. Прокофьев, А. Сурков, А. Чуркин, Дж. Алтаузен, Н. Грибачев, А. Жаров, Л. Ошанин, Н. Рыленков, Петрусь Бровка, Самед Вургун.
В № 2 за 1938 год впервые опубликовано стихотворение В. Лебедева-Кумача «Если завтра война…».
Печатались также классические произведения Пушкина, Салтыкова-Щедрина, Лескова, Некрасова, Глеба Успенского, Байрона, Гейне, Марка Твена.
В каждом номере были две вкладки с репродукциями картин русских и европейских мастеров живописи.

## Закрытие
Серьёзный урон журналу нанесли аресты основных руководителей, С. Урицкого и В. Зазубрина. Заменивший Урицкого П. Павленко был обременён множеством других ответственных постов и в редакции появлялся редко. В 1939 году было ликвидировано и само издательство «Крестьянская газета», и на шестом (июньском) номере журнал был закрыт.